# Captain Gysi: Galaxis Futura
Captain Gysi: Galaxis Futura ist ein Werbespiel im Genre des Adventures. Es ist eine Fortsetzung zu Captain Gysi und das Raumschiff Bonn.

## Gameplay
Der Politiker Gregor Gysi ("Captain Gysi") wird von Helmut Kohl ("Commander Kohl") auf einen offensichtlich leblosen Planeten ausgesetzt und muss den Weg zum Raumschiff Bonn finden. Dabei trifft er allerlei bekannte Figuren aus der politischen Landschaft Deutschlands wie etwa Angela Merkel, Norbert Blüm oder Wolfgang Thierse. Wie in diesem Genre üblich, gilt es zahlreichen mehr oder weniger fordernde Rätsel zu lösen sowie diverse Gegenstände einzusammeln.

## Kritiken
- PC Joker 11/98: 64 %[3]
- Power Play 11/98: 67 %[4]